# Butanole
Die Butanole sind eine Gruppe von vier isomeren gesättigten Alkoholen mit vier Kohlenstoffatomen. Sie haben die allgemeine Summenformel C4H10O und eine molare Masse von 74,12 g/mol. Damit sind alle vier Strukturisomere der Butylgruppe vertreten, die sich in ihren Eigenschaften teils deutlich unterscheiden. Das tert-Butanol ist der einzige Feststoff. Das 2-Butanol ist chiral und bildet zwei stereoisomere Formen.
Die partielle Oxidation der primären Butanole (n-Butanol und Isobutanol) führt über die Butanale zu den Butansäuren. Das sekundäre Butanol (sec-Butanol) oxidiert zum Butanon. 
| Gefahrensymbol | Gefahrensymbol | Gefahrensymbol |

| Gefahrensymbol | Gefahrensymbol |

| Gefahrensymbol | Gefahrensymbol |